# 交尾不能症
交尾不能症（こうびふのうしょう、英:copulative impotency）とは、繁殖障害の一種。雄畜において交尾欲は正常ないしやや減退している程度であるにもかかわらず、雌畜と自然的な交尾をする能力を持たない状態。後肢の障害、勃起不能症、陰茎および包皮の疾患などを原因とする。